# The Colours of Chloë
The Colours of Chloë é um álbum do contrabaixista e compositor alemão Eberhard Weber, gravado em 1973 e lançado em 1974 pelo selo ECM.

## Lista de faixas
| N.º            | Título                             | Compositor(es) | Duração |  |
| 1.             | "More Colours"                     | Eberhard Weber | 6:44    |  |
| 2.             | "The Colours of Chloë"             | Eberhard Weber | 7:49    |  |
| 3.             | "An Evening With Vincent Van Ritz" | Eberhard Weber | 5:51    |  |
| 4.             | "No Motion Picture"                | Eberhard Weber | 19:32   |  |
| Duração total: | Duração total:                     | Duração total: | 39:42   |  |